# Hotline.ua
Hotline.ua — український онлайн-сервіс для вибору товарів і порівняння цін.

## Опис проєкту
У 2011 році на Хотлайн покупцям було доступно більше 2 млн пропозицій від усіх провідних і активних інтернет-магазинів України (більше 1400 магазинів). Станом на липень 2012 року на сайті розміщувалось близько 2 млн пропозицій від 1700 інтернет-магазинів.
Ресурс було створено у жовтні 1992 року[джерело?] як каталог прайс-листів на комп'ютерну техніку і спочатку поширювався за допомогою модемного доступу. У 1993 р. з'явилась його паперова версія, яка щотижня виходила до кінця 2005 року [джерело?].
З 1 січня 2006[джерело?] почав свою роботу інтернет-проєкт hotline.ua.
В березні 2014 року відкрито україномовну версію сайту. Щоденна аудиторія сайту складає 100 тис. відвідувачів, щомісячна аудиторія — 1,5 млн[джерело?].
Засновник і директор ресурсу — Сергій Арабаджи.